# 黄山旅游
黄山旅游发展股份有限公司（上交所：600054/900942，简称：黄山旅游/黄山B股，英文：Huangshan Tourism Development Co.,Ltd.）是一家與黃山景區旅遊有關的旅遊公司，擁有30多家子公司，該公司也是中国上海证券交易所的一家上市公司，主营业务包括园林门票、索道、酒店、旅行社和徽菜餐饮等版塊。

## 历史
公司成立于1996年11月18日，是由黄山旅游集团有限公司及其所属单位独家发起设立的股份有限公司，于1996年11月18日在上海证券交易所发行境内上市外资股（B股），次年发行境内上市人民币普通股（A股）。
2017年，公司实现营业收入17.8亿元，同比增长6.86%；实现净利润4.14亿元，同比增长17.6%。